# King City (Oregon)
Pour les articles homonymes, voir King City.
King City est une ville du comté de Washington (Oregon), aux États-Unis. Sa population est de 3 111 habitants d'après le recensement des États-Unis de 2010.

## Histoire
La communauté est fondée par la Tualatin Development Company en 1964. Créée sous forme de ville nouvelle pour adultes, King City est incorporée en mars 1966.